# Mar-a-Lago
Mar-a-Lago (IPA: [ˌmɑːr ə ˈlɑːɡoʊ], MAR ə LAH-goh, spanyol kiejtéssel [ˈmaɾ a ˈlaɣo]) üdülőhely és nemzeti történelmi emlékhely egy gátakkal körülvett szigeten az Amerikai Egyesült Államokban, Floridában, Palm Beachben. 126 szobát és 5810 négyzetmétert foglal magába, 7 hektár területen épült. 1985 óta Donald Trump, az Egyesült Államok elnökének tulajdonában van. A birtok 2019 óta az elsődleges rezidenciája.

## Etimológia
A „Mar-a-Lago” név spanyolul „tengertől a tóig” jelent, ami azt a tényt tükrözi, hogy a birtok a Palm Beach-sziget egyik végétől a másikig terjed, keleten az Atlanti-óceánt, nyugaton pedig a Lake Worth lagúnát érinti.

## Története

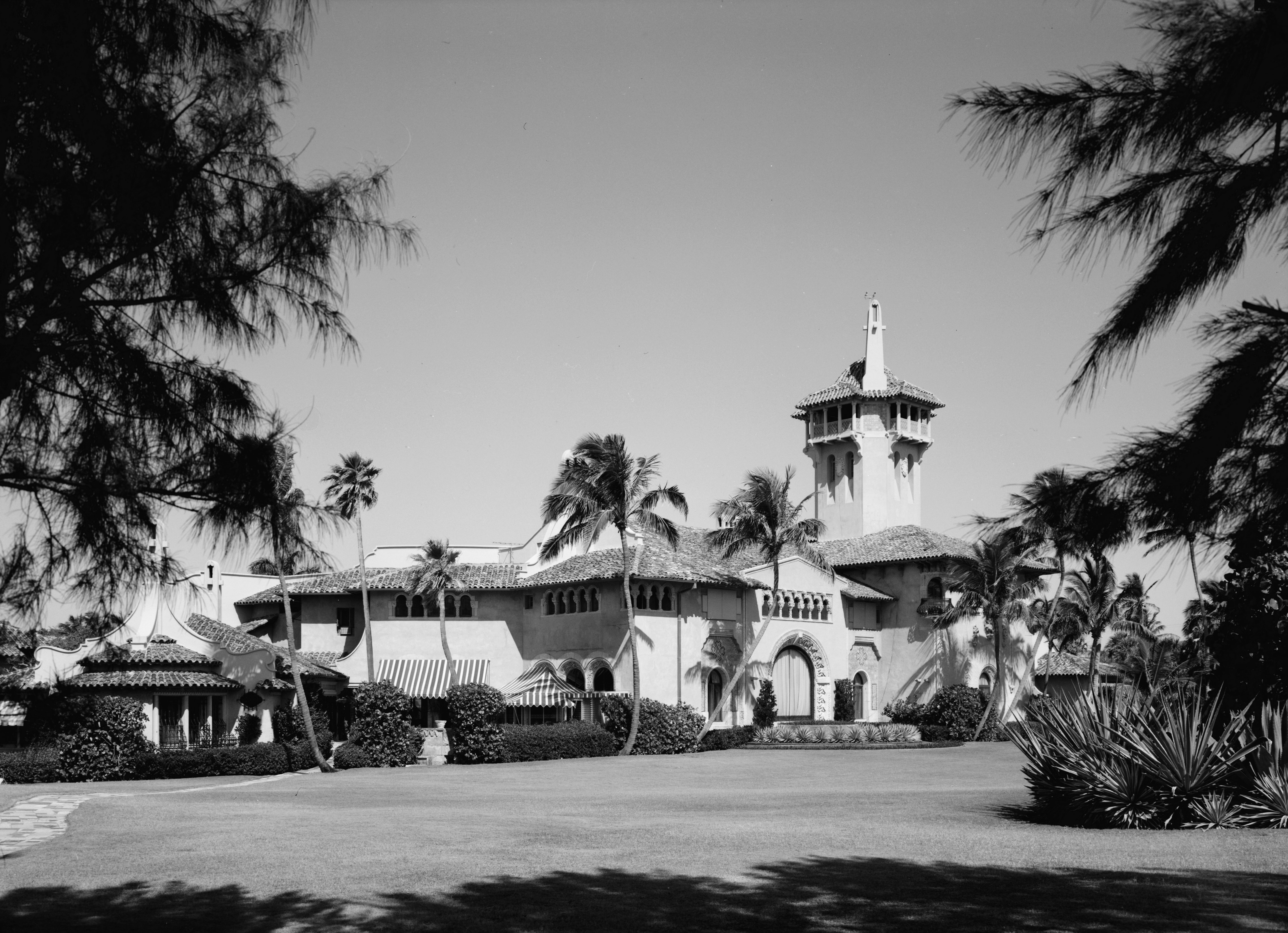
A Mar-a-Lago külseje, 1967

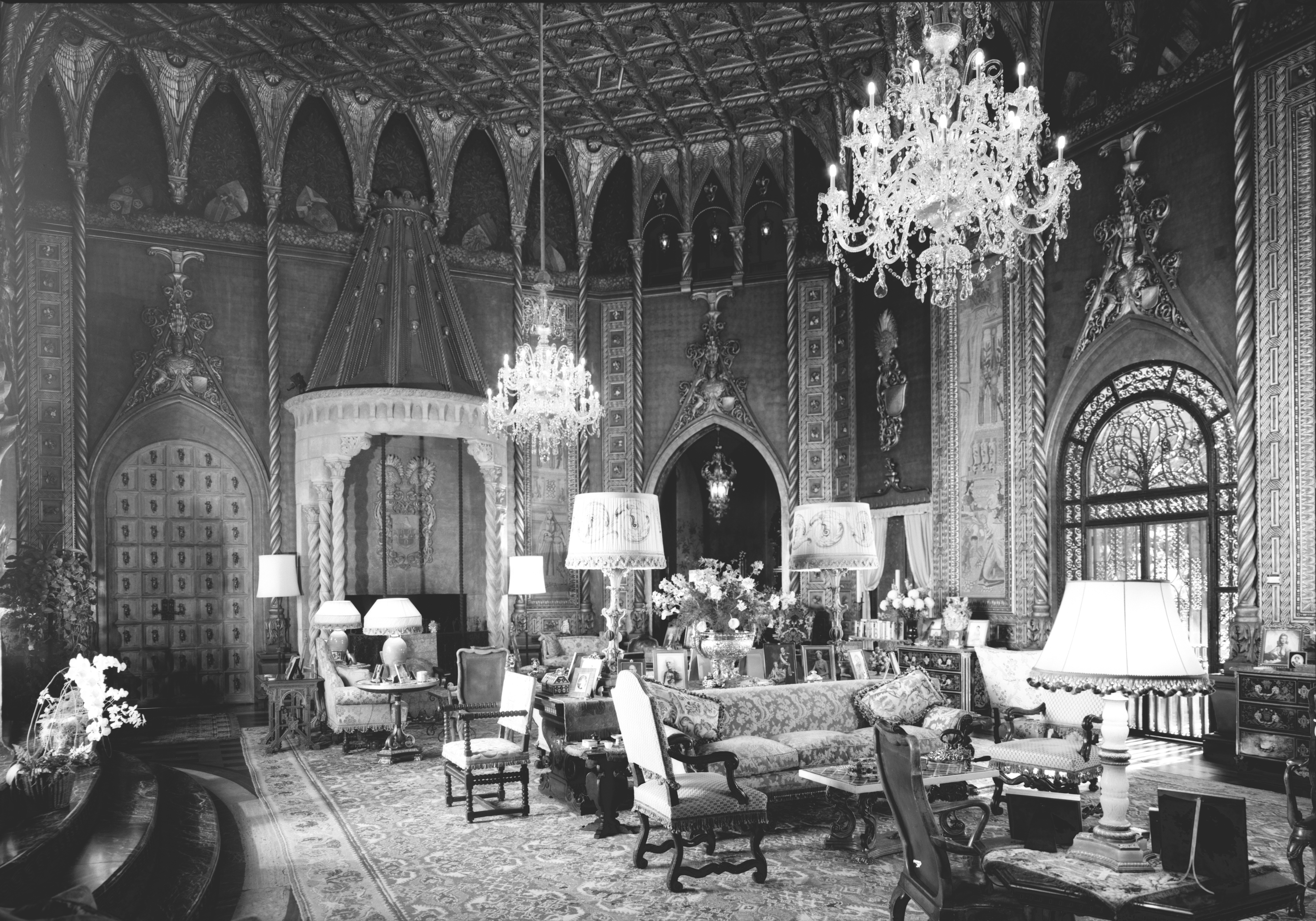
A Mar-a-Lago nappalija, 1967

### Tervezés
Az 1920-as évek floridai földboomja idején Marjorie Merriweather Post, a Post Cereals üzlet örökösnője, később az Egyesült Államok leggazdagabb asszonya fizette a ház építését férjével, Edward F. Huttonnal. Marion Sims Wyethet tervezőt és Joseph Urban-t bízta meg a belsőépítészeti és külső díszítéssel. Post 7 millió amerikai dollárt költött (ami 2024-ben 127 millió dollárnak felel meg). A ház 1927-ben készült el, akkoriban ez volt a történelem legdrágább nem királyi rezidenciája, amelyet építettek.

### Marjorie Merriweather Post téli rezidenciája
Hutton és Post rendszeresen használták Mar-a-Lagót téli rezidenciaként, jellemzően január közepétől március végéig tartózkodtak itt. Post vacsorapartikat, jótékonysági rendezvényeket, koncerteket, jelmezbálokat és cirkuszt rendezett.
1935-ben Hutton és Post elváltak. Post feleségül ment Joseph E. Davies washingtoni ügyvédhez, akit a Szovjetunió nagykövetévé neveztek ki. A Mar-a-Lago öt szezonra bezárt. Post az 1940-es évek elején csak rövid látogatásokat tett Mar-a-Lagóban, és 1941 és 1948 között nem tartózkodott a birtokon. 1944 áprilisában a házat a hazatérő katonák kiképzőközpontjává alakították át.
Post 1948-ban tért vissza Mar-a-Lagóba, és ismét társadalmi események házigazdája lett. 1957 óta hagyományosan a Nemzetközi Vöröskereszt gálájának adott otthont. 1961-ben egy pavilont építettek egy 30×50 láb méretű táncparkettel, ahol szquaretánc esteket tartottak.

### 1973-tól napjainkig
Marjorie Merriweather Post halálakor, 1973-ban Post a Nemzeti Parkszolgálatra hagyta az ingatlant, abban a reményben, hogy állami látogatásokra vagy téli Fehér Házként használják majd. Mivel azonban az ingatlan fenntartásának költségei meghaladták a Post által biztosított pénzeszközöket, és mivel nehéz volt biztosítani a létesítményt, az ingatlant 1980. december 23-án a 96-586-os kongresszusi törvény értelmében visszaszolgáltatták a Post Alapítványnak.
1985-ben Donald Trump, aki akkoriban elsősorban üzletember és ingatlanbefektető volt, megvásárolta Mar-a-Lagót, és rezidenciaként használta. 1994-ben átalakította a Mar-a-Lago Klubbá, egy csak tagoknak fenntartott klubbá, vendégszobákkal, gyógyfürdővel és más, szállodai stílusú szolgáltatásokkal. A Trump család magánlakásokat tart fenn a területen egy elzárt területen. Első elnöksége idején Trump gyakran látogatott Mar-a-Lagóba, és ott tartott megbeszéléseket nemzetközi vezetőkkel, köztük Abe Sinzó japán miniszterelnökkel és Hszi Csin-ping kínai elnökkel. Trump 2019 óta a birtokot jelölte meg elsődleges lakóhelyének.